# Любава (Красноярский край)
Любава — деревня в Канском районе Красноярского края. Входит в состав Мокрушинского сельсовета.

## История
Основана в 1913 году. В 1926 года состояла из 47 хозяйств, основное население — украинцы. В составе Новоселовского сельсовета Канского района Канского округа Сибирского края.

## Население
| 1926 | 2010 |
| ---- | ---- |
| 245  | ↘129 |